# Eucalyptus confluens
Eucalyptus confluens är en myrtenväxtart som beskrevs av W.V. Fitzg. och Joseph Henry Maiden. Eucalyptus confluens ingår i släktet Eucalyptus och familjen myrtenväxter. Inga underarter finns listade i Catalogue of Life.